# Allenkotten
Allenkotten, später auch Altenkotten genannt, ist eine Ortslage in der bergischen Großstadt Wuppertal. Sie ist aus einem der alten Barmer Kotten hervorgegangen.

## Lage und Beschreibung
Die Ortslage befindet sich auf einer Höhe von 239 m ü. NHN an der heutigen Straße Altenkotten im Wohnquartier Wichlinghausen-Nord des Stadtbezirks Oberbarmen südlich des Bachs Schellenbeck. In der Ortslage entspringt der Bach Beck im Allenkotten, ein Zufluss der Schellenbeck.
Die Ortslage ist von umfangreicher Wohnbebauung des südlich gelegenen Ortsteils Wichlinghausen und dem ländlichen Bereich um Kickersburg umgeben. Benachbart sind die Ortslagen Tütersburg, Markland, Nickhorn, Lahmburg und Wiesche.

## Etymologie

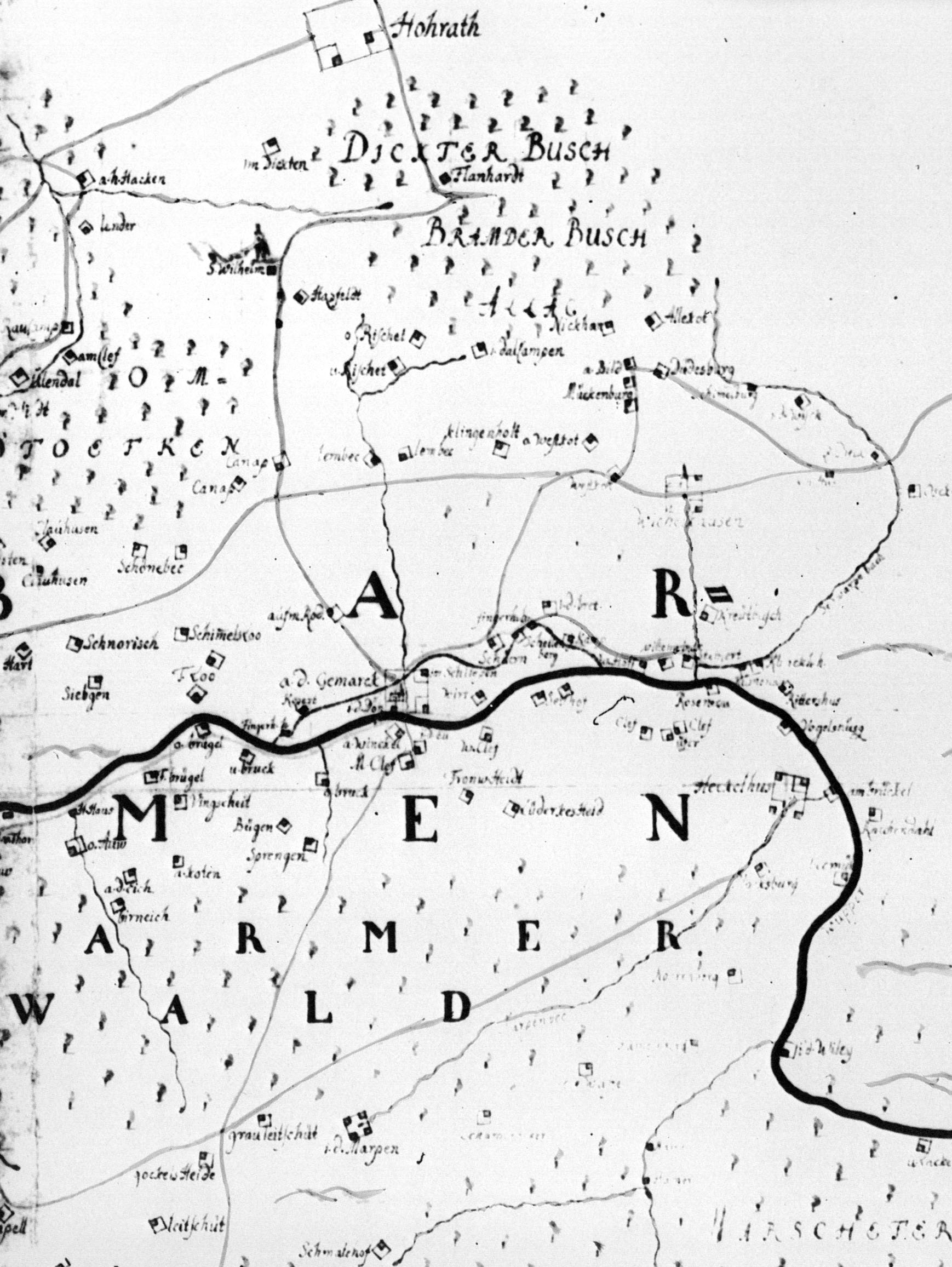
Karte der Hofschaften im Gebiet des heutigen Barmen von Erich Philipp Ploennies (1715)

Allen ist eine Ableitung von Erlen, Kotten ist ein kleinerer Hof.

## Geschichte
Das genaue Alter dieses Hofes ist nicht bekannt, die früheste mit Datum gesicherte Erwähnung Allenkottens stammt aus der Beyenburger Amtsrechnung (Abrechnung des Rentmeisters an die Bergisch-herzogliche Kameralverwaltung) des Jahres 1466. Es ist aber anzunehmen, dass der Kotten älter ist. Eine weitere Erwähnung fand in der Steuerliste des Jahres 1591 statt. Da Allenkotten nicht als Vollhof, sondern als Kotten genannt ist, handelt es sich aller Wahrscheinlichkeit nach um einen Abspliss eines anderen Hofes.
Allenkotten gehörte zum Höfeverband des Oberhofs Einern und war ein Allod des Klosters Werden. Territorial lag das Gebiet um Allenkotten von 1324 bis 1420 im märkischen Kirchspiel und Gogerichtsbezirk Schwelm und ging danach an das bergische Amt Beyenburg über, wo es Teil des Barmer Höfeverbands wurde.
Die nahe Schellenbeck war ab 1420 die Grenze zwischen dem Herzogtum Berg und der Grafschaft Mark.
Vermutlich durch einen Schreibfehler änderte sich der Name im 18. Jahrhundert zu Altenkotten. Mit den übrigen Höfen in der Bauerschaft Barmen war Allenkotten bis 1806 Teil des bergischen Amtes Beyenburg. Kirchlich gehörte es bis zur Einrichtung einer eigenen Barmer Pfarrei im 17. Jahrhundert dem Kirchspiel Schwelm an.